# Giftaffäre
Die Giftaffäre (frz. affaire des poisons) war ein Skandal in den Jahren 1675 bis 1682 um eine Serie von Morden in Frankreich während der Regierungszeit von Ludwig XIV. Während dieser Zeit wurden zahlreiche Personen, darunter Prominente und Adlige, des Giftmordes, der Hexerei und anderer Vergehen, zu denen damals z. B. auch Abtreibungen (= sogenannter „Kindsmord“) gehörten, verdächtigt und/oder deretwegen verurteilt. Wie viel von den Vorwürfen auf Tatsachen beruhte, wie viel auf Erfindungen, ist bis heute ungeklärt.

## Vorgeschichte

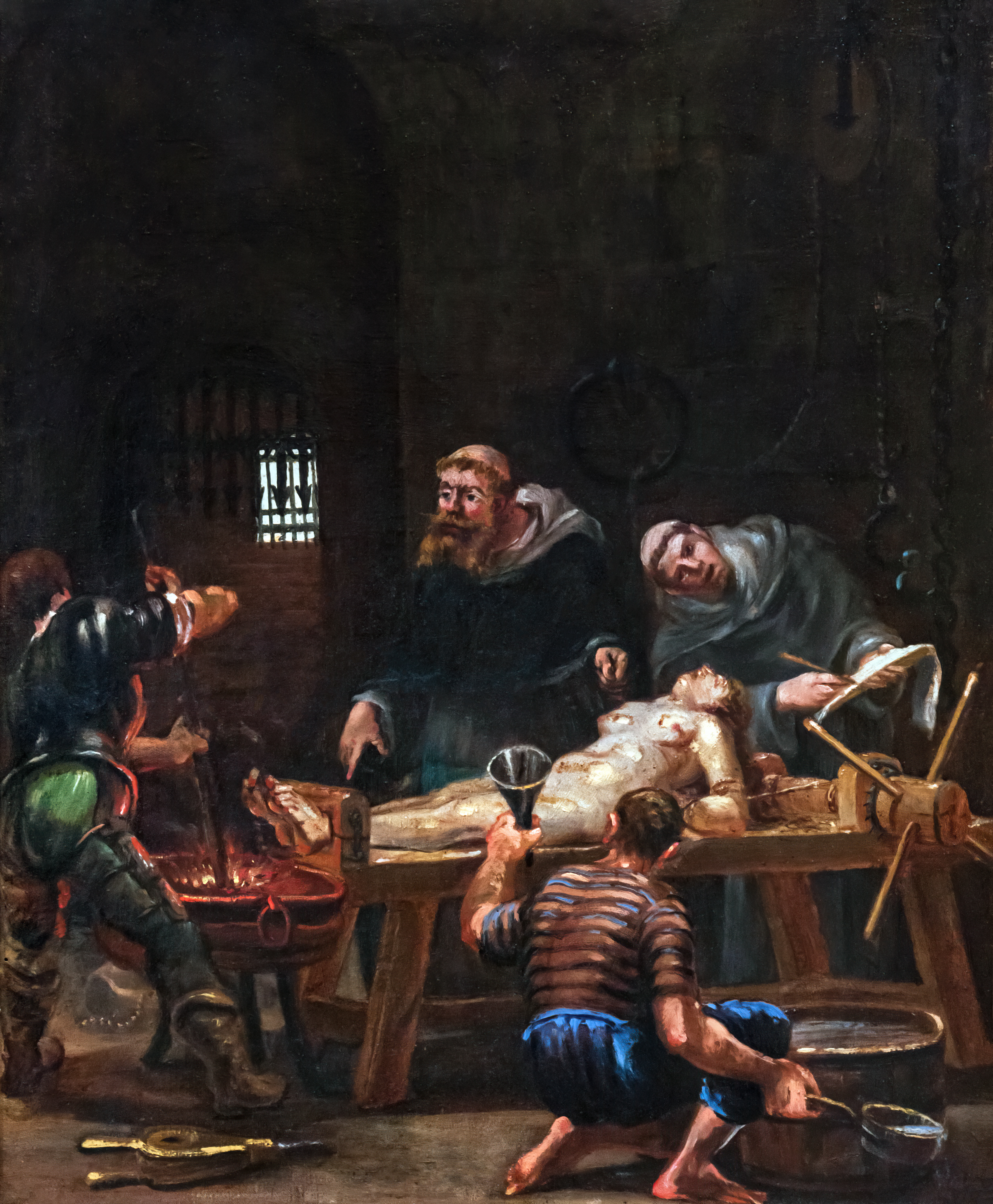
Marie-Madeleine de Brinvilliers wird vor ihrem Tod gefoltert

Die Prozessserie begann im Jahr 1675, als Marie-Madeleine de Brinvilliers mit ihrem Geliebten, Hauptmann Godin de Sainte-Croix, ihren Vater vergiftete und ihre Brüder ermorden ließ. Ihre Schwester überlebte einen Anschlag. Die Brinvilliers wurde auf dem Scheiterhaufen verbrannt. Im Rahmen der Ermittlungen gab es viele Gerüchte um weitere mysteriöse Todesfälle.
Ihr Prozess lenkte die Aufmerksamkeit auf andere mysteriöse Todesfälle im Umfeld prominenter Personen. Selbst zahlreiche Personen vom königlichen Hof in Versailles, aus dem Hochadel und dem direkten Umfeld des Königs wurden in die Affaire hineingezogen. Ein besonders fataler Verdacht fiel schließlich sogar auf die königliche Mätresse Madame de Montespan, die u. a. mit Hilfe von Liebestränken und Schwarzen Messen ihre Nebenbuhlerinnen im Herzen des Königs verdrängt haben soll.
Schließlich setzte Ludwig XIV. eine Kommission ein, die unter dem Namen Chambre ardente (franz. glühende Kammer) bekannt war, da ihre Verfahren in einem schwarz verhängten, durch Kerzen erhellten Raum stattfanden, und beauftragte den Pariser Polizeipräfekten La Reynie, den ganzen satanistischen Zirkel auffliegen zu lassen.

## Die Ermittlungen
Die Polizei ermittelte gegen eine Reihe von Wahrsagern und Alchemisten, die im Verdacht standen, nicht nur Wahrsagerei und spiritistische Sitzungen zu betreiben, sondern auch Aphrodisiaka und „Erbschaftspulver“ (also Gift) zu vertreiben. Ihre Kundinnen wollten sich damit entweder ihrer Ehemänner oder ihrer Rivalinnen bei Hofe entledigen.

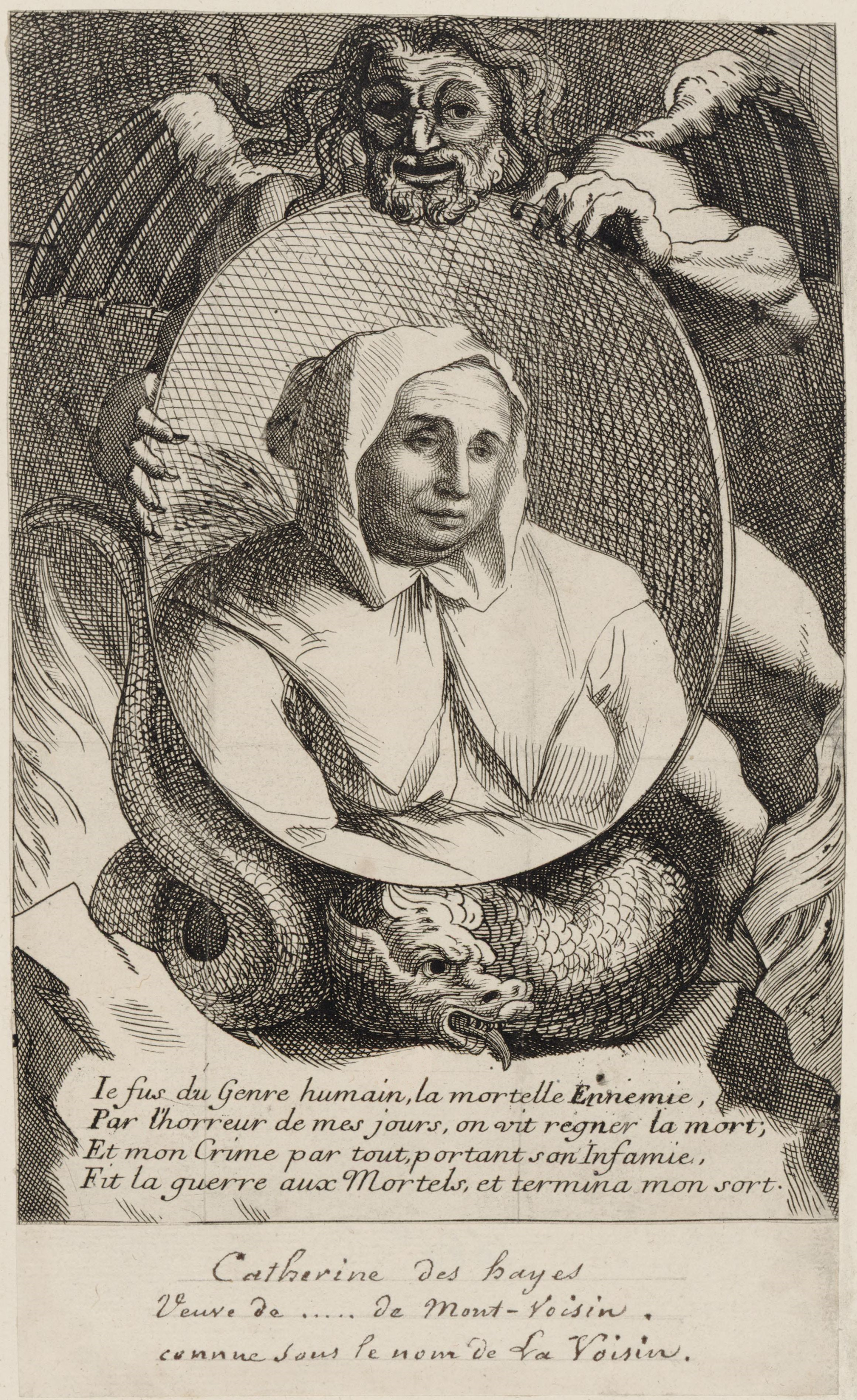
La Voisin

1677 leitete La Reynie strenge Untersuchungen im sog. Cour des poisons ein. Dieser bestand bis 1680. Die Affäre zog schnell immer weitere Kreise. Ein angeblicher Pariser Hexenzirkel würde Frankreichs Aristokraten mit Gift versorgen und einige Mitglieder des französischen Hofs seien schon durch Vergiftung getötet worden. La Reynie entlarvte mehrere Mitglieder des Zirkels, darunter zahlreiche Adlige, einen Bankier und einen Rechtsanwalt, die zum Kundenkreis der angeblichen Hexe und Hebamme Catherine Monvoisin Deshayes (auch La Voisin genannt) gehörten.
Die Nachforschungen richteten sich auch gegen den angesehenen Apotheker und Chemiker Christophe Glaser, aus dessen Apotheke die Marquise de Brinvilliers und der Chevalier Sainte-Croix die nötigen Zutaten bezogen hatten. Dieser wurde zwar entlastet, aber in der Folge wurde Apothekern und Drogisten in Frankreich gesetzlich auferlegt, ein so genanntes Giftbuch zu führen, in dem die Namen der Käufer von Giften aufgeführt werden mussten. La Reynie ließ auch Giftvorräte, die an verschiedenen Orten in ganz Frankreich versteckt waren, beschlagnahmen. Es gelang ihm jedoch nicht, Informationen über weitere Mittäter in Erfahrung zu bringen.
Durch Zufall wurde ein Jurist auf eine Wahrsagerin, Marie Bosse, aufmerksam, die sich brüstete, dass es nur noch dreier Giftmorde bedürfe, um sich zur Ruhe setzen zu können. Der Jurist benachrichtigte daraufhin die Polizei. Um etwas gegen Marie Bosse in der Hand zu haben, stellte La Reynie ihr eine Falle. Eine Agentin, die eine Ehefrau spielte, die ihren Mann loswerden wollte, kaufte von der Verdächtigen eine Flasche Gift. Daraufhin drang die Polizei in das Haus ein und verhaftete Marie Bosse, eine andere Wahrsagerin, La Dame Vigoreux (die ehemalige Geliebte zweier früherer Ehemänner Bosses), deren Tochter und zwei Söhne.
Die beiden Wahrsagerinnen leugneten alle Anschuldigungen, beschuldigten sich gegenseitig, nannten aber die Namen von Komplizen: einen Mann namens Vanens, die Kontaktperson zu dem Giftring, sowie die Wahrsagerin Catherine Monvoisin, bekannt als La Voisin. Die Wahrsagerin La Filastre gestand, bei einer schwarzen Messe ihr eigenes Neugeborenes geopfert zu haben. Ein weiterer „Zauberer“, der Okkultist Adam Lesage, wurde durch Folter zu einem Geständnis gezwungen und denunzierte Pater Davot und Abbé Mariette. Beide sollen in La Voisins Kapelle über den Leibern nackter Mädchen schwarze Messen gelesen haben. Pater Touret sollte in der Öffentlichkeit Geschlechtsverkehr mit einem Mädchen gehabt haben. Auch Abbé Guibourg war angeklagt, schwarze Messen mit nackten Frauen gefeiert zu haben. Unter der Folter gestand er den Mord an einem Kinde, dem er die Kehle durchschnitten und dessen Blut in einem Kelch aufgefangen hatte. Das Herz und die Eingeweide wurden bei späteren Messen verwendet. La Voisins sechzehnjährige Tochter und eine der drei Geliebten des Abbés bestätigten diese Darstellung. Bei einer anderen Messe vermischte Guibourg das Menstruationsblut von Mademoiselle des Œillets, der Kammerzofe von Madame de Montespan, mit dem Samen ihres Gefährten und dem getrockneten Blut von Fledermäusen, um einen Trank herzustellen, der ihren Einfluss auf den König vergrößern sollte. Auch an die Witwe des verstorbenen Präsidenten des französischen Parlaments sowie an den Cousin eines der Richter in dem Prozess wurde Gift verkauft.

## Der französische Hof unter Verdacht
Da es schon 1670, nach dem plötzlichen Tod von Henriette, der Herzogin von Orléans, Gerüchte gab, dass diese von ihrem Gatten, dem Bruder des Königs, und / oder von dessen Favoriten, dem Chevalier de Lorraine, vergiftet worden sei, konzentrierte La Reynie seine Ermittlungen auf die Hofgesellschaft in Versailles.
Erst wurde Madame de Poulaillon entlarvt, die versucht hatte, ihren alten Ehemann zu vergiften, um in den Besitz seines Vermögens zu gelangen. Aber dieser hatte die Gefahr geahnt und war in ein Kloster geflohen. Nach und nach wurden immer höhergestelltere Verdächtige angeklagt, unter ihnen der Tragödiendichter Jean Racine, der eine Haftstrafe erhielt, sie aber nicht antrat. Madame de Lusignan wurde vorgeworfen, mit ihrem Priester nackt im Wald herumgesprungen zu sein und eine Osterkerze zu obszönen Zwecken missbraucht zu haben.

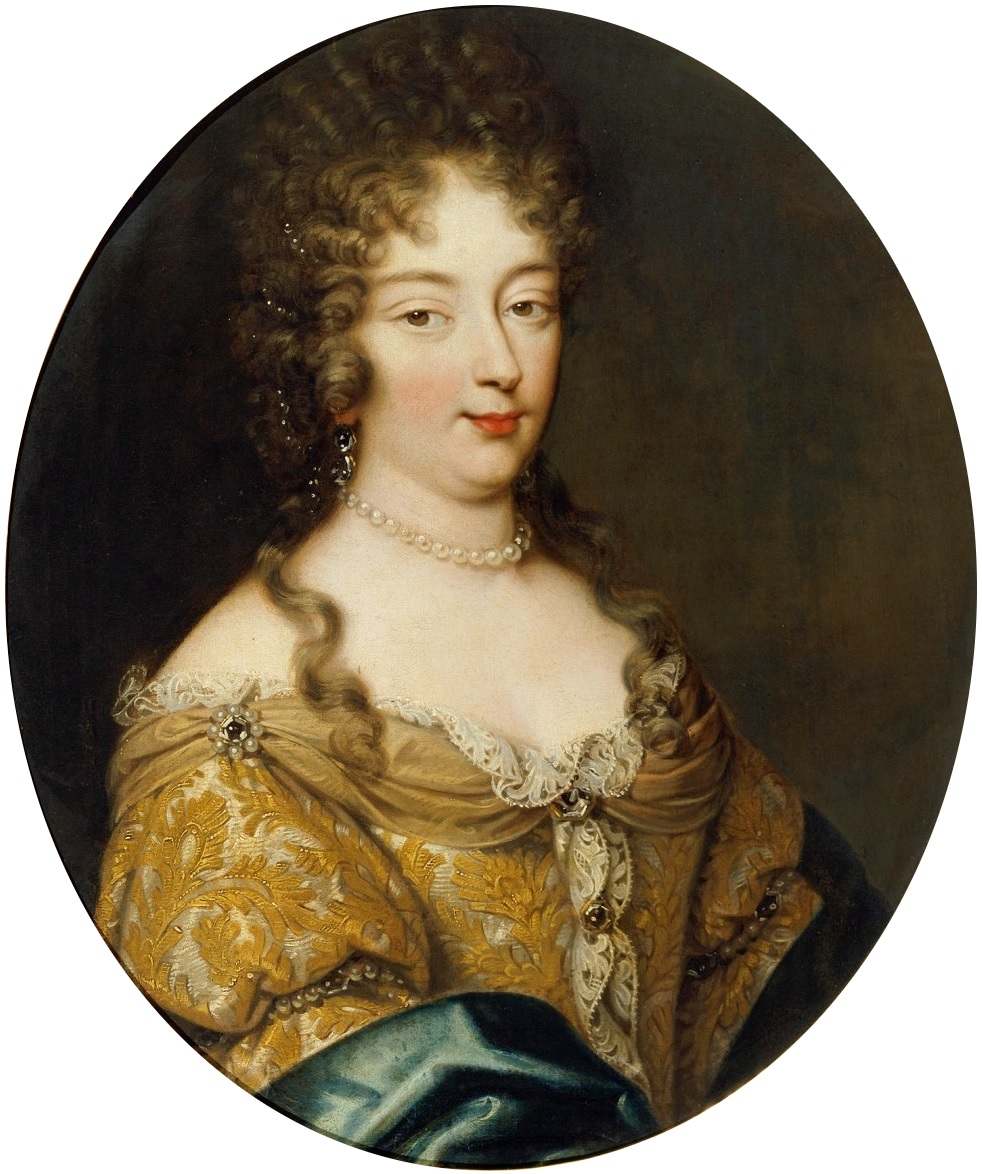
Olympia Mancini floh mit ihren Kindern nach Holland

Am 23. Januar 1680 wurden Olympia Mancini und die Herzogin von Bouillon (beide Nichten von Kardinal Mazarin), die Marquise d' Allnye, die Marquise von Polignac, der Graf von Clermont, die Herzogin von Angoulême, die Prinzessin von Tingry, die Marquise von Roure, der Herzog von Luxemburg und der Marquis de Feuquières verhaftet und ins Gefängnis gebracht. Manche von ihnen schafften es aber, zu entkommen und das Land zu verlassen.
Da die verhafteten Personen von hohem Stande und Mitglieder des Hofes waren, mussten eindeutige Beweise erbracht werden. Deshalb wurden La Voisin und die anderen durch den Spanischen Stiefel, die Streckbank und die Wasserfolter gezwungen, eine Aussage zu machen. La Voisin bestand bis zum Schluss darauf, keine Hexe zu sein.
La Reynie war von den Geständnissen so überzeugt, dass er sagte:

„Ich habe alles, was man mir möglicherweise einreden konnte, dass die Anschuldigungen falsch seien, wieder und wieder überprüft, doch eine solche Schlussfolgerung ist einfach nicht möglich.“

Jedoch wurden die belastenden Aussagen durch die Folter erreicht; viele Hauptzeugen waren von zweifelhaftem Rufe, widersprachen sich selbst oder nahmen ihre Geständnisse auf dem Scheiterhaufen zurück (z. B. La Filastre). Es wurden aber in den Häusern der angeklagten Wahrsagerinnen zahlreiche Beweisstücke gefunden, wie Gifte, Wachspuppen, schwarze Kerzen und schwarzmagische Bücher. Deshalb glaubte auch die Mehrheit der französischen Gesellschaft, dass Hexerei eindeutig erwiesen sei, und Ludwig XIV. sah sich gezwungen zu handeln, um eine gegen seinen Hof gerichtete Empörung zu verhindern.
Bis heute ist ungeklärt, ob die schwarzen Messen, von denen die Polizei Kenntnis erhielt, wirklich stattgefunden hatten oder ob sie nur Sensationsberichte sammelte, die unter anderem zu dem Zwecke erfunden worden waren, hochgestellte Persönlichkeiten zu diskreditieren, die vielleicht einer anderen Fraktion angehörten.

## Strafen
Die Anklagen lauteten auf Hexerei, Mord und vieles mehr. Wirklich geklärt wurden die meisten Vorwürfe zwar nie, es gab im Verlaufe der Ermittlungen jedoch 360 Verhaftungen, 218 Verhöre (zum Teil unter Folter) und 110 Urteile. Zwei Verdächtige starben unter der Folter, 36 wurden durch das Schwert oder auf dem Scheiterhaufen hingerichtet, vier auf die Galeeren geschickt, 34 verbannt und 30 freigesprochen. Marschall Montmorency-Bouteville war 1680 kurzzeitig in Untersuchungshaft, wurde dann aber als freier Mann Hauptmann der Wache. Andere, wie der Abbé Guibourg, kamen in Kerkern in Einzelhaft.
Am 22. Februar 1680 wurden La Voisin, Marie Bosse und La Vigoreux zum Tode auf dem Scheiterhaufen verurteilt. Der Sohn von Marie Bosse, François, wurde zum Tod durch Hängen verurteilt. Madame de Poulaillon wurde ins Exil geschickt.

## Marquise de Montespan

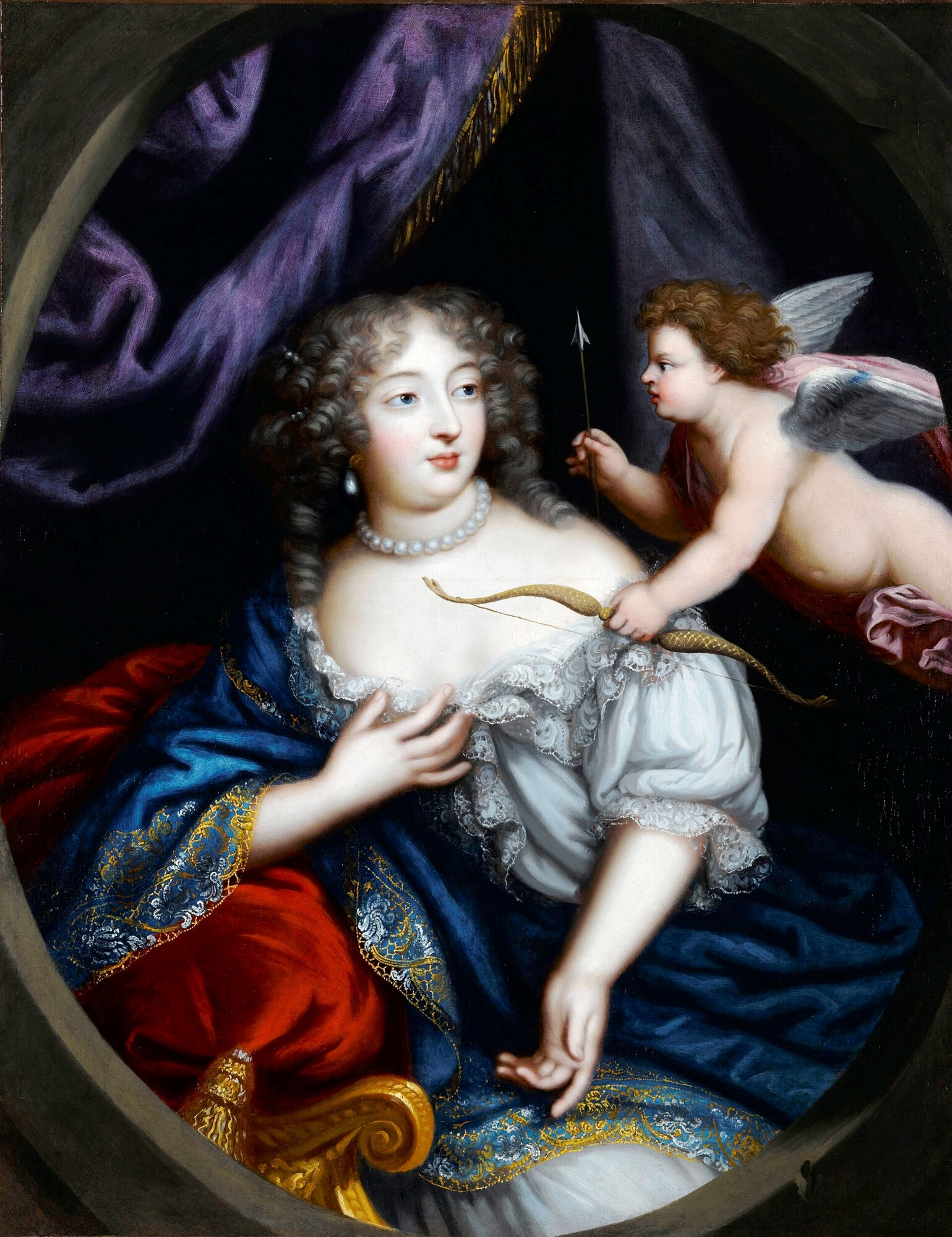
Madame de Montespan

Offiziell stellte die Chambre ardente im August 1680 ihre Arbeit ein, worauf sich dazu Präfekt La Reynie mit den Worten äußerte: „das Ausmaß ihrer Verbrechen erweist ihnen Schutz“. La Reynie war jedoch angewiesen worden, den Aussagen über Madame de Montespan im Geheimen nachzugehen, da der Name ihrer Kammerfrau, Claude des Œillets, oft in den Aussageprotokollen der Chambre Ardente auftauchte.
Erst jetzt wurde Ludwig XIV. klar, warum er nach jedem Abend mit seiner Geliebten am nächsten Morgen mit Kopfschmerzen erwachte. Über die Jahre hinweg musste er große Mengen von Gift zu sich genommen haben. Man behauptete auch, dass die Montespan nach der Einführung in La Voisins und Abbe Guibourgs Hexenzirkel an verschiedenen Zeremonien teilgenommen habe, um ihren besonderen Status als Favoritin des Königs zu erhalten.
Angeblich wurde bei diesen Zeremonien Madame de Montespan nackt auf einen Altar gelegt, während man ihre Bitten um die Gunst des Königs an den christlichen Gott und die Götter der Unterwelt weitergab. Sie soll sogar Guibourg erlaubt haben, eine Hostie in ihre Vagina einzuführen und dann mit ihr Geschlechtsverkehr zu haben, während er betete. 
Die Marquise de Montespan geriet sogar in den Verdacht, am plötzlichen Tode der nachfolgenden Mätresse des Königs, Angélique de Fontanges, schuldig zu sein. Mehrere Komplizen der Voisin, ihre eigene Tochter, der Kammerdiener Romani, dessen Gevatter Bertrand und die Filastre, sagten aus, dass eine Vergiftung der Fontanges durch Stoffe und Handschuhe geplant war; und Romani habe versucht, als Stoffhändler getarnt in das Haus der Fontanges zu gelangen. Neuere Untersuchungen ergaben aber, dass die Herzogin von Fontanges an einer Brustfellentzündung starb.
La Reynie verbrachte zwei Jahre damit, Beweismaterial gegen Madame de Montespan zusammenzustellen. Aber Madame de Maintenon, Minister Colbert und der Marquis de Louvois halfen, die Affäre zu vertuschen, da die Montespan die Mutter der legitimierten Kinder des Königs war und es für Ludwig eine Blamage bedeutet hätte, wenn herausgekommen wäre, dass er durch Liebestränke verführt worden war. Die Gunst des Königs hatte Madame de Montespan jedoch unwiederbringlich verloren.
Ebenso wurde La Reynie nahegelegt, seine weiteren Untersuchungen einzustellen, da befürchtet wurde, dass noch mehr Mitglieder des Hochadels aus direkter Nähe des Königs in einen Skandal verwickelt werden könnten.

## Folgen
Die Giftaffäre endete mit einer letzten Hinrichtung im Juli 1683. Wenige Tage später erließ der König ein Gesetz, das den Handel mit Giftstoffen regelte. Ludwig XIV. ließ Wahrsagerei in ganz Frankreich verbieten.
Die Hexerei wurde 1682 mit einem Erlass zu Täuschung und Einbildung erklärt und dadurch das Ende des Hexenwahns in Frankreich verkündet.

## Belege
1. ↑  Gilette Ziegler: Der Hof Ludwigs XIV. in Augenzeugenberichten. Rauch, Düsseldorf 1964, S. 77–83.
2. ↑  Philip Jenkins: Satanism and Ritual Abuse. In: James R Lewis (Hrsg.): The Oxford Handbook of New Religious Movements. Oxford University Press, Oxford/New York 2004, S. 224.
3. ↑  Ulrich Karl Dreikandt (Hg.) und Otto Schüngel: Schwarze Messen. Dichtungen und Dokumente Zürich 1972. Dtv, 1975
4. ↑  Gilette Ziegler: Der Hof Ludwigs XIV. in Augenzeugenberichten. Rauch, Düsseldorf 1964, S. 180, 183, 187.
5. ↑  Gilette Ziegler: Der Hof Ludwigs XIV. in Augenzeugenberichten. Rauch, Düsseldorf 1964, S. 187.